# Выставиште
Выставиште (чеш. Výstaviště) — исторический выставочный комплекс в Праге 7 - Бубенеч, построенный в 1891 году. Комплекс расположен у станции метро «Надражи Голешовице» (линия С), неподалёку от парка Стромовка, пражского планетария, Луна-парка и Типспорт Арены. Основное здание комплекса — Промышленный дворец, кроме того в комплекс входят Кржижиковы фонтаны, Лапидарий Национального музея, океанариум World of the Oceans, пирамидальное здание театра «Гоя Мюзик Холл», а также самая большая картина в Чехии — панорама «Битва у Липан».

## История
Комплекс построен к юбилейной Всемирной выставке 1891 года по проекту Фредерика Мюнцбергера и Франсиса Мюнхгаузена. Отдельное внимание авторы проекта уделили тому факту, что корпус Промышленного дворца построен целиком из чешского железа. Во время выставки (с 15 мая по 18 октября) Выставиште посетили около 2,5 миллиона человек.
Площадь комплекса составляет 36 гектаров. Во времена Чехословакии в Промышленном дворце располагался Дворец Съездов, а весь комплекс назывался «Парк культуры и отдыха имени Юлиуса Фучика» (чеш. Park kultury a oddechu Julia Fučíka, сокр. PKOJF).
Важная достопримечательность комплекса — «поющие» Кржижиковы фонтаны — продолжительное время не функционировали, но были восстановлены в 1990-е годы. В 2005 году они снова были закрыты, а в 2015 году, после реставрации, снова открыты для посетителей.
С 1 января 2015 года комплекс перешёл под управление муниципальной компании, чьей задачей является оживление и реставрация комплекса. Основным организатором выставок в Выставиште является частная компания Incheba Praha.

### Пожары
Выставиште горел трижды:
- 25 октября 1991 года в результате неосторожного обращения с электрооборудованием полностью выгорел Брюссельский павильон.
- 12 ноября 2005 года полностью сгорел театр «Глобус» — деревянная копия одноимённого лондонского театра, построенная шестью годами раньше.
- 16 октября 2008 года левое крыло Промышленного дворца полностью уничтожено огнём в результате неосторожного обращения с электроплиткой[6].